# Liste von Sakralbauten in Dresden
Die Liste von Sakralbauten in Dresden bietet einen Überblick über die kirchengeschichtlich, stadtgeschichtlich oder architektonisch wichtigsten Sakralbauten in Dresden. Während der erste Abschnitt („Liste der Sakralbauten“) bestehende Gotteshäuser enthält, sind im zweiten Abschnitt („Kirchruinen und umgewidmete Sakralgebäude“) Sakralbauten verzeichnet, die zwar noch bestehen, jedoch nicht mehr als Gotteshäuser genutzt werden. Im dritten Abschnitt („Zerstörte Kirchen und Sakralgebäude“) wurden die wichtigsten Sakralbauten aufgenommen, die heute nicht mehr bestehen. Die meisten davon wurden durch die Luftangriffe 1945 zerstört.

## Legende
- Abbildung: Zeigt ein Foto des Sakralbaus.
- Name: Nennt den Namen des Bauwerks.
- Straße / Stadtteil: Nennt die Adresse des Sakralbaus. Die Spalte wird nach dem Stadtteil sortiert.
- Konfession: Nennt die Konfession.
- Bauzeit: Nennt die Bauzeit und gibt Daten eines grundlegenden Umbaus an.
- Architekt: Nennt den oder die Architekten des Sakralbaus.
- Sonstiges: Enthält Informationen zur Ausstattung, zu Gemeindezugehörigkeiten, früheren Funktionen oder Umbauten. In der Liste der Kirchruinen und umgewidmeten Sakralgebäude wird der Anlass der Umwidmung genannt.
- Lage: Gibt die Geokoordinaten des Sakralbaus an.

## Liste der Sakralbauten
| Abbildung | Name                                                                  | Straße, Stadtteil                             | Konfession                  | Bauzeit                                                      | Architekt                                                                           | Sonstiges | Lage |
| --------- | --------------------------------------------------------------------- | --------------------------------------------- | --------------------------- | ------------------------------------------------------------ | ----------------------------------------------------------------------------------- | --- | ---- |
|           | Adventhaus                                                            | Haydnstraße 16, Striesen                      | adventistisch               | 1950                                                         | Max Franz                                                                           | Adventhaus der Adventgemeinde Dresden | Lage |
|           | Alfaruq-Moschee                                                       | Flügelweg 8, Friedrichstadt                   | islamisch                   |                                                              |                                                                                     | ursprünglich Wohnhaus der Eisenbahner-Wohnungsbaugenossenschaft (in der Form denkmalgeschützt), Sitz des 1998 gegründeten Vereins Islamisches Zentrum Dresden | Lage |
|           | Al-mostafa-Moschee (MEKBZ-Moschee)                                    | Marschnerstraße 2, Johannstadt                | islamisch                   |                                                              |                                                                                     | Grundstück von der Drewag 2009 erworben, im gleichen Jahr Benennung des Vereins in Marwa Elsherbiny Kultur- und Bildungszentrum (MEKBZ) | Lage |
|           | Annenkirche                                                           | Annenstraße 23, Wilsdruffer Vorstadt          | evangelisch-lutherisch      | 1765–1769                                                    | Johann George Schmidt, Turm Gottlob Friedrich Thormeyer                             | Altar der alten Kreuzkirche; bildet zusammen mit der Matthäuskirche die Annen-Matthäus-Kirchgemeinde Dresden | Lage |
|           | St.-Antonius-Kirche                                                   | Bünaustraße 10, Löbtau                        | römisch-katholisch          | 1922–1923                                                    | Rudolf Zacek                                                                        | 1969 Neugestaltung des Innenraums, Jehmlich-Orgel, seit 2004 Kreuzweg mit 15 Bronzetafeln von Walter Mellmann | Lage |
|           | Apostelkirche                                                         | Kopernikusstraße 40, Trachau                  | evangelisch-lutherisch      | 1927–1929                                                    | Oswin Hempel                                                                        | Bau im Stil der Neuen Sachlichkeit, über dem Portal Apostelfiguren von Kurt Dämmig, Schuke-Orgel, Sgraffiti von Hans Nadler | Lage |
|           | Apostolische Gemeinde                                                 | Bismarckstraße 30, Niedersedlitz              | apostolisch                 | 1996                                                         |                                                                                     | Die ursprüngliche, 1926 erbaute, Kirche des Reformiert-apostolischen Gemeindebundes auf der Freiberger Straße wurde im Krieg zerstört. Die Gemeinde nutzte bis zur Einweihung dieser Kirche seit 1945 die evangelische Versöhnungskirche in Dresden-Striesen für ihre Gottesdienste | Lage |
|           | Auferstehungskirche                                                   | Reckestraße 6, Plauen                         | evangelisch-lutherisch      | 1466–1467                                                    |                                                                                     | zweite Plauener Kirche, nachdem die erste 1429 während der Hussitenkriege zerstört wurde, Neorenaissance-Umbau von 1901 bis 1902 durch William Lossow und Hermann Viehweger, Glocken der zerstörten Zionskirche, Eule-Orgel | Lage |
|           | St.-Barbara-Kirche                                                    | Am Kirchberg 3, Eschdorf                      | evangelisch-lutherisch      | um 1225, 1886 umgebaut                                       | Christian Friedrich Arnold (Umbau)                                                  | gehört zum Ev.-Luth. Kirchenbezirk Pirna, Orgel-Prospekt von Gottfried Semper, Orgel-Figuren von Ernst Rietschel, Kirche beherbergt ein Heimatmuseum | Lage |
|           | Bethesda-Baptisten-Kapelle                                            | Bismarckstr. 98a, Niedersedlitz               | Baptisten                   |                                                              |                                                                                     | | Lage |
|           | Bethlehemkirche                                                       | Marienberger Straße 65, Tolkewitz             | evangelisch-lutherisch      | 1950–1951                                                    | Wolfgang Rauda                                                                      | erster evangelischer Kirchenneubau in der DDR, Jehmlich-Orgel | Lage |
|           | Briesnitzer Kirche                                                    | Merbitzer Straße 2, Briesnitz                 | evangelisch-lutherisch      | um 1260                                                      | Gotthilf Ludwig Möckel (Umbau 1881/82)                                              | zweite Briesnitzer Kirche, nachdem die erste 1233 zerstört wurde; zweitältester Sakralbau Dresdens, Kirchfriedhof | Lage |
|           | Christophoruskirche                                                   | Hermann-Seidel-Straße 3, Laubegast            | evangelisch-lutherisch      | 1994–1996                                                    | Jörg und Horst Engert                                                               | Jehmlich-Orgel, Herrnhuter Altartisch, Christophorus-Gemälde von Eberhard von der Erde (* 1945) | Lage |
|           | Christophoruskirche                                                   | Kirchstraße 10, Wilschdorf                    | evangelisch-lutherisch      | urkundliche Ersterwähnung 1242/43                            |                                                                                     | älteste Kirche Dresdens, gotische Fresken im Innenraum, Wegscheider-Orgel | Lage |
|           | Christuskirche                                                        | Boltenhagener Platz 3, Klotzsche              | evangelisch-lutherisch      | 1905–1907                                                    | Woldemar Kandler                                                                    | Altar von Carl Hauer, Jehmlich-Orgel, Christus-Plastik von Johannes Schilling, Namensweihe 1925 | Lage |
|           | Christuskirche                                                        | An der Christuskirche, Strehlen               | evangelisch-lutherisch      | 1903–1905                                                    | Schilling & Graebner                                                                | zählt zu den bedeutendsten Bauten des Jugendstils in Sachsen, Statue über dem Haupteingang von Peter Pöppelmann, Deckenmalerei von Otto Gussmann, Jehmlich-Orgel | Lage |
|           | Kirche Cossebaude                                                     | Talstraße 9, Cossebaude                       | evangelisch-lutherisch      | 1850                                                         | Gerd Bürger (Umbau 1999)                                                            | Betsaal ursprünglich Umbau eines Maschinensaals, Provisorium 1992 als Evangel.-Luth. Kirche geweiht, 1999 Umbau des Betsaals zur Kirche, Jehmlich-Orgel | Lage |
|           | Diakonissenhauskirche                                                 | Bautzner Straße 70, Innere Neustadt           | evangelisch-lutherisch      | 1928–1929                                                    | Max Hans Kühne (in Büro Lossow und Kühne)                                           | Kirche der Diakonissenanstalt Dresden, 1945 zerstört, von 1961 bis 1962 von Oswin Hempel wiederaufgebaut | Lage |
|           | Dreikönigskirche                                                      | Hauptstraße 23, Innere Neustadt               | evangelisch-lutherisch      | 1732–1739                                                    | Matthäus Daniel Pöppelmann                                                          | 1945 ausgebrannt, 1984–1991 wiederaufgebaut; Dresdner Totentanz im Inneren | Lage |
|           | Elf-Gebote-Kirche (Schönborner Kirche)                                | Seifersdorfer Straße 5, Schönborn             | evangelisch-lutherisch      | 1664                                                         |                                                                                     | nach Zerstörung 1653 bis 1664 wieder aufgebaut, Rühle-Orgel, Luther-Gemälde von Georg Gelbke | Lage |
|           | Emmauskirche                                                          | Altkaditz 27, Kaditz                          | evangelisch-lutherisch      | um 1200, 1869 Erneuerung Turm, 1887–1888 gotisierender Umbau | Umbauten: Gebrüder Ziller                                                           | Stuckdecke von Johann Gottfried Knöffler, Namensweihe 1904, Jehmlich-Orgel, seit 1948 als Geläut zwei Glocken der Sophienkirche und eine aus Apolda (seit 1973), auf dem Kirchfriedhof steht die „Kaditzer Linde“, der älteste Baum Dresdens | Lage |
|           | Emmauskirche                                                          | Katharinenstraße 17, Äußere Neustadt          | evangelisch-methodistisch   | 1907                                                         |                                                                                     | Kirchenbau ohne Turm und ohne Glocken in einem Hinterhof | Lage |
|           | Fatih-Moschee                                                         | Hühndorfer Straße 14, Cotta                   | islamisch                   |                                                              |                                                                                     | Einrichtung der türkisch-islamischen Religionsgemeinschaft DITIB; rechtsextremer Sprengstoffanschlag auf die Moschee im September 2016 | Lage |
|           | Frauenkirche                                                          | An der Frauenkirche/Neumarkt, Innere Altstadt | evangelisch-lutherisch      | 1726–1743                                                    | George Bähr                                                                         | 1945 zerstört, 1994–2005 wiederaufgebaut | Lage |
|           | Friedenskirche                                                        | Neubühlauer Straße 3, Bühlau                  | evangelisch-methodistisch   |                                                              |                                                                                     | Gemeindehaus, 1896 als Friedenskirche geweiht | Lage |
|           | Friedenskirche                                                        | Wernerstraße 32, Löbtau                       | evangelisch-lutherisch      | 1889–1891                                                    | Christian Friedrich Arnold                                                          | 1945 zerstört, 1949 wurde im Kirchenraum eine Notkirche von Otto Bartning eingerichtet, die noch heute genutzt wird, Kreutzbach-Orgel | Lage |
|           | Garnisonkirche St. Martin                                             | Stauffenbergallee 9, Albertstadt              | römisch-katholisch          | 1893–1900                                                    | William Lossow und Hermann Viehweger                                                | ursprünglich in einen evangelischen und einen katholischen Part geteilt, wird heute nur noch der katholische genutzt | Lage |
|           | Gemeindehaus Fiedlerstraße                                            | Fiedlerstraße 2, Johannstadt                  | evangelisch-lutherisch      |                                                              |                                                                                     | Pfarrhausruine der Trinitatisgemeinde, zum Gemeindehaus ausgebaut, heute eins von zwei Gemeindehäusern der Johanneskirchgemeinde | Lage |
|           | Gemeindehaus Gittersee                                                | Windbergstraße 20, Gittersee                  | evangelisch-lutherisch      | 1900                                                         |                                                                                     | ursprünglich Pfarrhaus der Coschützer Gemeinde, Glockenturm 1953 erbaut, Glocke aus dem Jahr 1490 eine der ältesten Dresdens, Jehmlich-Orgel | Lage |
|           | Gemeindehaus Haydnstraße                                              | Haydnstraße 23, Striesen                      | evangelisch-lutherisch      |                                                              |                                                                                     | Pfarrhausruine der Andreasgemeinde, nach und nach als Kirchgemeindehaus der Erlöser-Andreas-Kirchgemeinde ausgebaut, heute eins von zwei Gemeindehäusern der Johanneskirchgemeinde; vor dem Haus ein Denkmal mit der einzig erhaltenen Glocke der zerstörten Andreaskirche | Lage |
|           | Gemeindehaus                                                          | Hechtstraße 78a, Leipziger Vorstadt           | mennonitisch                | 1994–1996 (Umbau)                                            |                                                                                     | Gemeindehaus der Evangelisch Mennonitischen Freikirche in Dresden | Lage |
|           | Gemeindehaus der Kirche Jesu Christi der Heiligen der Letzten Tage    | Tiergartenstraße 42, Strehlen                 | mormonisch                  | 1988                                                         | Dieter Hantzsche                                                                    | architektonisches Beispiel für die historisierende Postmoderne der 1980er Jahre | Lage |
|           | Heilandskirche                                                        | An der Heilandskirche 3, Cotta                | evangelisch-lutherisch      | 1914–1927                                                    | Rudolf Kolbe                                                                        | Altar von Friedrich Press, erhielt nach 1945 die Glocken der zerstörten Jakobikirche, Christusfigur von Karl Albiker, Jehmlich-Orgel | Lage |
|           | Heilig-Geist-Kirche                                                   | Berggartenstraße 22a, Blasewitz               | evangelisch-lutherisch      | 1891–1893                                                    | Karl Emil Scherz                                                                    | seit 1977 im Besitz der Eule-Orgel aus der Leipziger Markuskirche | Lage |
|           | Kapelle „Zum heiligen Kreuz“                                          | Darwinstraße 19, Klotzsche                    | römisch-katholisch          | 1948 als Kapelle eingerichtet                                |                                                                                     | ursprünglich Villa Odin, von 1927 bis 1947 Niederlassung der Klarissen-Kapuzinerinnen, von 1948 bis 1975 Niederlassung der Franziskaner (OFM); Jehmlich-Orgel | Lage |
|           | Heilige Familie                                                       | Meußlitzer Straße 108, Kleinzschachwitz       | römisch-katholisch          | 1979–1981 (Um- und Ausbau)                                   | Um- und Ausbau: Hubert Paul                                                         | Rühle-Orgel, Kreuzigungsgruppe aus der Kapelle des Jagdschlosses Rehefeld von Friedrich August III. 1926 gestiftet | Lage |
|           | Kirche der Herrnhuter Brüdergemeine                                   | Oschatzer Straße 41, Pieschen                 | evangelisch                 |                                                              |                                                                                     | Kirche der Herrnhuter Brüdergemeine in Dresden | Lage |
|           | Herz-Jesu-Kirche                                                      | Borsbergstraße 15, Striesen                   | römisch-katholisch          | 1903–1905                                                    | August Menken                                                                       | Jehmlich-Orgel, dutzende schmückende Tierfiguren in und an der Kirche | Lage |
|           | Himmelfahrtskirche                                                    | Altleuben 13, Leuben                          | evangelisch-lutherisch      | 1899–1901                                                    | Karl Emil Scherz                                                                    | Eule-Orgel, Altarbild von Julius Schultz, Epitaph aus Sandstein für Hans von Dehn-Rothfelser von Christoph Walther II aus der alten Frauenkirche | Lage |
|           | Hoffnungskirche                                                       | Clara-Zetkin-Straße 30, Löbtau                | evangelisch-lutherisch      | 1935–1936                                                    | Rudolf Kolbe                                                                        | Namensgebung 1961, Glasfenster von Helmar Helas, Kreuz von Elly-Viola Nahmmacher, zwei Jehmlich-Orgeln, drei Glocken der Johanneskirche | Lage |
|           | St.-Hubertus-Kapelle                                                  | Am Hochwald 8, Weißer Hirsch                  | römisch-katholisch          | 1937                                                         | Robert Witte                                                                        | Innenraumerneuerung von 1975 bis 1979 durch Lothar Gonschor, Altarkreuz von Peter Makolies, Jehmlich-Orgel | Lage |
|           | Immanuelkirche                                                        | Hühndorfer Straße 22, Cotta                   | evangelisch-methodistisch   | 1927                                                         |                                                                                     | schlichtes Gebäude ohne sakrale Bauform, Jehmlich-Orgel, Glasfenster von Manfred Korn | Lage |
|           | Johannes-Kirche                                                       | Reichenbachstraße 30, Südvorstadt             | christlich-anthroposophisch | 1999                                                         |                                                                                     | Kirche der Christengemeinschaft Dresden, Nachfolgebau der 1945 durch Bomben zerstörten ersten Kirche der Christengemeinschaft in Dresden von Bernhard Weyrather | Lage |
|           | St.-Josefs-Kirche                                                     | Rehefelder Straße 59, Pieschen                | römisch-katholisch          | 1910–1911                                                    | Alexander Tandler                                                                   | erste Stahlbetonkirche Dresdens, Innenumbau 1963 unter anderem durch Friedrich Press, Rieger-Orgel | Lage |
|           | Alte Kirche Klotzsche                                                 | Altklotzsche 63a, Klotzsche                   | evangelisch-lutherisch      | 1811                                                         | Georg Samuel Höring                                                                 | Kirchfriedhof, Vorgängerbau (1321) ab 1729 mehrfach abgebrannt, Jehmlich-Orgel | Lage |
|           | Kreuzkirche                                                           | Altmarkt, Innere Altstadt                     | evangelisch-lutherisch      | 1764–1792, Wiederaufbau 1897–1900                            | Exner, Schmidt, Hölzer; Schilling & Graebner (Aufbau ab 1897)                       | Predigtkirche des Landesbischofs der Ev.-Luth. Landeskirche Sachsens, Wirkungsstätte des Dresdner Kreuzchors, 1945 ausgebrannt, bis 1955 wiederaufgebaut | Lage |
|           | Kreuzkirche Weißig                                                    | Hauptstraße 18, Weißig                        | evangelisch-lutherisch      | 17. Jahrhundert, 1901 Erweiterung und Umbau                  | Woldemar Kandler (Umbau)                                                            | Altargemälde von Alfred Diethe, Jehmlich-Orgel | Lage |
|           | Langebrücker Kirche                                                   | Kirchstraße 46, Langebrück                    | evangelisch-lutherisch      | 11. Jh., Umbau 1674–1682                                     |                                                                                     | moderne Innenraumgestaltung von Gottfried Zawadzki, Jehmlich-Orgel aus dem Jahr 1905 | Lage |
|           | Kirche Leubnitz-Neuostra                                              | Am Klosterteichplatz, Leubnitz-Neuostra       | evangelisch-lutherisch      | um 1150, 1288 erstmals erwähnt                               |                                                                                     | Kirchfriedhof; Kassettendecke mit Malereien von Gottfried Lucas aus den Jahren 1671 bis 1672, barocker Sandsteinaltar, Rokoko-Orgelprospekt, Jehmlich-Orgel aus dem Jahr 1905 | Lage |
|           | Loschwitzer Kirche                                                    | Pillnitzer Landstraße 9, Loschwitz            | evangelisch-lutherisch      | 1705–1708                                                    | George Bähr, Johann Christian Fehre (Entwurf), Johann Siegmund Küffner (Ausführung) | 1945 zerstört, 1991–1994 wiederaufgebaut, Nosseni-Altar der zerstörten Sophienkirche, Wegscheider-Orgel | Lage |
|           | Rähnitzer Kirche (Ludwig-Kossuth-Kirche)                              | Ludwig-Kossuth-Straße 20, Rähnitz             | evangelisch-lutherisch      | 1904                                                         | Ernst Meißner                                                                       | als Kapelle eingeweiht, 1913 zur Pfarrkirche erhoben, Jehmlich-Orgel, Innenerneuerung in den 1970er Jahren unter der Leitung von Werner Juza | Lage |
|           | Lukaskirche                                                           | Lukasplatz, Südvorstadt                       | evangelisch-lutherisch      | 1898–1903                                                    | Georg Weidenbach                                                                    | 1945 ausgebrannt, seit Ende der 1950er Jahre häufig für Schallplatten- und später CD-Aufnahmen genutzt, seit 1972 auch wieder als Kirche in Nutzung | Lage |
|           | Maria am Wasser                                                       | Kirchgasse 6, Hosterwitz                      | evangelisch-lutherisch      | 1497–1500                                                    |                                                                                     | Kreutzbach-Orgel, Schifferkirche, als Hochzeitskirche beliebt, Kirchfriedhof | Lage |
|           | Kapelle „Maria am Wege“                                               | Dresdner Straße 149, Hosterwitz               | römisch-katholisch          | 1877–1878                                                    | Joseph Rokita                                                                       | entstanden als Privatkapelle der Wettiner neben der Königlichen Sommervilla, Kunstwerke des Hauses Wettin fanden darin Aufstellung, Altarbild von Anna Maria von Oer | Lage |
|           | Kapelle Mariä Himmelfahrt                                             | Wittenberger Straße 88, Striesen              | römisch-katholisch          | 1904                                                         | Julius Förster                                                                      | Jehmlich-Orgel, neobarockes Werk mit Anklängen an den Jugendstil, Umbau 1969–1970 durch Egon Körner | Lage |
|           | St.-Marien-Kirche                                                     | Gottfried-Keller-Straße 50, Cotta             | römisch-katholisch          | 1905–1906                                                    | Arnold Güldenpfennig, Heino Otto                                                    | Erneuerung 1970–1971 durch Gottfried Zawadzki, Jehmlich-Orgel | Lage |
|           | Markuskirche                                                          | Markusplatz, Pieschen                         | evangelisch-lutherisch      | 1886–1888                                                    | Christian Schramm                                                                   | an der Fassade vier Propheten-Figuren von Robert Henze, Chorfenster von Helmar Helas, Eule-Orgel | Lage |
|           | Martin-Luther-Kirche                                                  | Martin-Luther-Platz 5, Äußere Neustadt        | evangelisch-lutherisch      | 1883–1887                                                    | Ernst Giese und Paul Weidner                                                        | Bleiglasfenster von Anton Dietrich und Bruno Carl Urban, die Jehmlich-Orgel mit 59 Registern ist eine der größten Orgeln Dresdens | Lage |
|           | Matthäuskirche                                                        | Friedrichstraße 43, Friedrichstadt            | evangelisch-lutherisch      | 1728–1730                                                    | Matthäus Daniel Pöppelmann                                                          | Namensweihe 1883, befindet sich auf dem 1724/1725 gegründeten Inneren Matthäusfriedhof, 1945 zerstört, 1974–1978 wiederaufgebaut | Lage |
|           | St.-Michaeliskirche                                                   | Quohrener Straße 18, Bühlau                   | evangelisch-lutherisch      | 1898–1899                                                    | Woldemar Kandler                                                                    | Jehmlich-Orgel, Erlöserkirche seit 1949 in St.-Michaeliskirche umbenannt, seit 1980 Buntglasfenster von Albrecht Ehnert (1927–2004) | Lage |
|           | Nazarethkirche                                                        | Altseidnitz 12, Seidnitz                      | evangelisch-lutherisch      | 1951 (Umbau)                                                 | Wolfgang Rauda, Herbert Burkhardt                                                   | umgebaute Scheune, Namensgebung 1953, Schuster-Orgel, Taufstein der Kirche des Bartholomäushospitals, div. Gegenstände der Ehrlichschen Gestiftskirche | Lage |
|           | Gemeindezentrum Niedersedlitz                                         | Pfarrer-Schneider-Straße 5, Niedersedlitz     | evangelisch-lutherisch      | 1982–1983                                                    |                                                                                     | Innenausstattung von Werner Juza, Eule-Orgel | Lage |
|           | Pastor-Roller-Kirche (Lausaer Kirche)                                 | Königsbrücker Landstraße 375, Lausa           | evangelisch-lutherisch      | 12. Jh., 1640 Umbau und Erweiterung                          |                                                                                     | Jahn-Orgel, Kirchfriedhof mit Grab von Pfarrer Samuel David Roller, im Pfarrgarten „Dohna-Eiche“ (1815) unter Naturschutz | Lage |
|           | Paul-Gerhardt-Kirche                                                  | Friedhofstraße 10, Gittersee                  | evangelisch-lutherisch      | 1897, 1928 erweitert                                         | Woldemar Kandler, Erweiterung: Gebrüder Fichtner                                    | mit Kirchfriedhof, Jehmlich-Orgel | Lage |
|           | St.-Paulus-Kirche                                                     | Bernhardstraße 42, Südvorstadt                | römisch-katholisch          | 1922–1925                                                    | Robert Witte                                                                        | 1945 teilweise zerstört, bis 1953 wieder aufgebaut, Jehmlich-Orgel; „Stammkirche“ der Katholischen Studentengemeinde. In der St.-Paulus-Kirche befindet sich eine Kreuzigungsgruppe aus Meißner Porzellan, die von Pater Franz Bänsch ursprünglich für die nicht mehr existierende Maria-Hilf-Kapelle in Freital-Kleinnaundorf in Auftrag gegeben und von Friedrich Press gestaltet wurde. Die Kapelle sollte an die Opfer ungerechter Gewalt erinnern. Neben der Kreuzigungsgruppe wird an die von Johannes Paulus II 1999 selig gesprochenen Märtyrer vom Münchner Platz erinnert. | Lage |
|           | St.-Petri-Kirche                                                      | Großenhainer Platz 2, Leipziger Vorstadt      | evangelisch-lutherisch      | 1889–1890                                                    | Julius Zeißig                                                                       | neugotischer Backsteinbau, seit 1958 Jehmlich-Orgel, Sakristei-Anbau 1906 durch Schilling & Graebner, 2001 für 75 Jahre an die Dreieinigkeitsgemeinde in der Selbständigen Evangelisch-Lutherischen Kirche verpachtet | Lage |
|           | St.-Petrus-Kirche                                                     | Dohnaer Straße 53, Strehlen                   | römisch-katholisch          | 1960–1961                                                    | Egon Körner                                                                         | statt eines Kreuzes dominiert das Relief Verklärung Christi von Max Lachnit den Altarraum, Buntglasfenster von Rudolf Teufel, Jehmlich-Orgel | Lage |
|           | Gemeindezentrum der Ev.-Luth. Philippus-Kirchgemeinde Dresden-Gorbitz | Leutewitzer Ring 75, Gorbitz                  | evangelisch-lutherisch      | 1990–1992                                                    | Ulf Zimmermann                                                                      | moderner Kirchenbau, Namensgebung 1991, rotes Sichtmauerwerk, Klop-Orgel | Lage |
|           | Kirchgemeindezentrum Prohlis                                          | Georg-Palitzsch-Straße 2, Prohlis             | evangelisch-lutherisch      | 1982                                                         | Heiner Göpfert, Eberhard Bauer (Turm)                                               | Empore aus Sichtbeton, Altar von Klaus Dennhardt, Jehmlich-Orgel; Kirche seit 2004 äußerlich verändert, Glockenturm 2006 geweiht | Lage |
|           | Reformierte Kirche                                                    | Brühlscher Garten 4, Innere Altstadt          | evangelisch-reformiert      | 1956 (wieder aufgebaut)                                      | Heinrich Rettig (Wiederaufbau)                                                      | Kirchensaal nach Entwürfen von Werner Hößelbach im Kanonenhof, bis 1999 Jehmlich-Orgel im Kirchsaal | Lage |
|           | Russisch-Orthodoxe Kirche                                             | Fritz-Löffler-Straße 19, Südvorstadt          | russisch-orthodox           | 1872–1874                                                    | Entwurf: Harald Julius von Bosse, Ausführung: Karl Weißbach                         | offizieller Name „Russisch-Orthodoxe Kirche des Heiligen Simeon vom wunderbaren Berge“ | Lage |
|           | Schlosskirche Lockwitz                                                | Altlockwitz 2, Lockwitz                       | evangelisch-lutherisch      | vermutlich 13. Jahrhundert, 1699–1703 barocker Umbau         |                                                                                     | Kirchenbau mit dem Lockwitzer Schloss verbunden, Jehmlich-Orgel | Lage |
|           | Schönfelder Kirche                                                    | Borsbergstraße 6, Schönfeld                   | evangelisch-lutherisch      | 13. Jahrhundert                                              |                                                                                     | Altar von Christoph Abraham Walther, Jahn-Orgel, wertvolle Gräber in der Kirche | Lage |
|           | Stephanuskirche                                                       | Meußlitzer Straße 113, Kleinzschachwitz       | evangelisch-lutherisch      | 1880 (Weihe)                                                 |                                                                                     | entstand aus der Turnhalle der örtlichen Schule, seit 1899 im Besitz der Gemeinde, Namensweihe 1947, Holzkreuz von Hermann Glöckner, Buntglasfenster von Helmar Helas, Jehmlich-Orgel | Lage |
|           | Neue Synagoge Dresden                                                 | Hasenberg 1, Innere Altstadt                  | jüdisch                     | 1996–2002                                                    | Wandel Hoefer Lorch + Hirsch                                                        | Bau 2002 als Europäisches Gebäude des Jahres gewürdigt, Davidstern der alten Semper-Synagoge | Lage |
|           | Synagoge Neustadt                                                     | Eisenbahnstraße 1 Leipziger Vorstadt          | jüdisch                     | 19. Jahrhundert                                              |                                                                                     | Teil des Leipziger Bahnhofs, seit 2022 Synagoge der Jüdischen Kultusgemeinde Dresden | Lage |
|           | Templerhaus                                                           | Pillnitzer Landstraße 63, Loschwitz           | Templer                     | 19. Jahrhundert                                              |                                                                                     | Gebäude seit 1997 Konvent des Templerordens | Lage |
|           | Thomaskirche                                                          | Bodenbacher Straße 24, Gruna                  | evangelisch-lutherisch      | 1891–1892                                                    | Christian Schramm                                                                   | Namensgebung 1908, als erste kriegszerstörte Kirche Dresdens 1950 wieder geweiht; Altarfenster von Helmar Helas, Taufschale und -becken aus der Ehrlichschen Gestiftskirche, Jehmlich-Orgel | Lage |
|           | Schlosskapelle Ss.Trinitatis                                          | August-Böckstiegel-Straße, Pillnitz           | römisch-katholisch          | um 1818                                                      | Christian Friedrich Schuricht                                                       | im Neuen Palais, von Carl Christian Vogel von Vogelstein ausgemalt | Lage |
|           | Kathedrale Ss. Trinitatis                                             | Schlossplatz, Innere Altstadt                 | römisch-katholisch          | 1739–1755                                                    | Gaetano Chiaveri                                                                    | Kathedrale des Bistums Dresden-Meißen, Wettiner-Gruft mit Grabmälern zahlreicher Herrscher des sächsischen Herrscherhauses Wettin | Lage |
|           | Unkersdorfer Kirche                                                   | Am Schreiberbach, Unkersdorf                  | evangelisch-lutherisch      | 14. Jahrhundert                                              |                                                                                     | Umbau 1586–1613 durch Johann George Lorenz, Rokoko-Kanzelaltar aus dem Jahr 1766, Orgel von Bruno Kircheisen aus dem Jahr 1896 | Lage |
|           | Versöhnungskirche                                                     | Schandauer Straße 35, Striesen                | evangelisch-lutherisch      | 1905–1909                                                    | Gustav Rumpel und Arthur Krutzsch                                                   | Figurengruppe im Innenhof der Kirche von Selmar Werner; künstlerische Innengestaltung durch Otto Gussmann, Kruzifix und Altarplastik von Georg Wrba, Jahn-Orgel | Lage |
|           | Weinbergkirche                                                        | Bergweg 3, Pillnitz                           | evangelisch-lutherisch      | 1723–1725                                                    | Matthäus Daniel Pöppelmann                                                          | Portal mit polnisch-sächsischem Wappen von Johann Benjamin Thomae, Altar von Johann Georg Kretzschmar, Jehmlich-Orgel aus dem Jahr 1891 | Lage |
|           | Weinbergskirche                                                       | Albert-Hensel-Straße 3, Trachenberge          | evangelisch-lutherisch      | 1958 (Weihe)                                                 | Hermann Ullrich                                                                     | Neubau für die 1946 abgebrannte Kirche, Fenster sind höher als 6 Meter, Jehmlich-Orgel, Sonnenuhr berechnet und gestiftet von Hans-Ullrich Sandig | Lage |
|           | Kirche Weißer Hirsch                                                  | Stangestraße 1, Weißer Hirsch                 | evangelisch-lutherisch      | 1889 (Weihe)                                                 | F. Richard Schaeffer                                                                | Kirche aus Holz nach dem Vorbild der Stabkirche Wang erbaut, Jehmlich-Orgel | Lage |
|           | Zionskirche                                                           | Augsburger Straße 59, Striesen                | evangelisch-methodistisch   | 1950                                                         | Karl August Alicke                                                                  | im Eingangsbereich Das neue Jerusalem von Werner Juza, Jehmlich-Orgel | Lage |
|           | Zionskirche                                                           | Bayreuther Straße 28, Südvorstadt             | evangelisch-lutherisch      | 1981–1982                                                    |                                                                                     | entstand unter Leitung eines schwedischen Bauleiters mithilfe von Studenten der TU Dresden; Sauer-Orgel, Kruzifix aus dem 15. Jahrhundert als Dauerleihgabe des Landesamtes für Denkmalpflege; „Stammkirche“ der Evangelischen Studentengemeinde | Lage |

## Kirchruinen und umgewidmete Sakralgebäude
| Abbildung | Name                                    | Straße, Stadtteil                           | Konfession             | Bauzeit        | Architekt                                       | Besonderheiten | Lage |
| --------- | --------------------------------------- | ------------------------------------------- | ---------------------- | -------------- | ----------------------------------------------- | --- | ---- |
|           | Alte Kapelle Cossebaude                 | Talstraße 7a, Cossebaude                    |                        |                |                                                 | entstand vermutlich im 13. Jahrhundert, Teil eines 1263 erstmals genannten Vorwerkes; seit 1921 Wohnhaus                                                 | Lage |
|           | Alte Kirche                             | Leuben                                      | evangelisch-lutherisch | um 1512        |                                                 | Kirche 1901 bis auf den Turm abgetragen | Lage |
|           | Kapelle Gorbitz                         | Uthmannstraße 26, Gorbitz                   | evangelisch-lutherisch | 1878–1879      |                                                 | ursprünglich Kapelle der Diakonenbildungsanstalt, Bleiglasfenster von Karl Schulz, Jehmlich-Orgel; erhalten, aber nicht mehr als Kapelle genutzt         | Lage |
|           | Kapelle im Friedrichstädter Krankenhaus | Friedrichstadt                              |                        | um 1895        |                                                 | im Mittelbau des Palais Brühl-Marcolini; erhalten, aber nicht mehr als Kapelle genutzt                                                                   | Lage |
|           | Kreuzkapelle Übigau                     | Rethelstraße 43, Übigau                     | evangelisch-lutherisch | 1956 (Weihe)   |                                                 | von 1956 bis 1999 Gotteshaus der Übigauer Christen, heute Wohnhaus                                                                                       | Lage |
|           | Schlosskapelle                          | Dresdner Residenz, Altstadt                 | evangelisch            | 1551/1853–1737 | Melchior Trost                                  | 1945 zerstört, im Rohbau wiederhergestellt, heute als Veranstaltungsort genutzt                                                                          | Lage |
|           | St.-Michael-Kapelle                     | Magdeburger Straße 33, Friedrichstadt       | römisch-katholisch     | 1748           |                                                 | Kapelle des katholischen Krankenstifts in der Friedrichstadt, 1945 zerstört, 1992 wieder aufgebaut, heute Nutzung als Alters- und Pflegeheim St. Michael | Lage |
|           | St.-Pauli-Kirche                        | Königsbrücker Platz, Leipziger Vorstadt     | evangelisch            | 1889–1891      | Christian Schramm                               | 1945 ausgebrannt, Ruine wird heute als Sommertheater genutzt                                                                                             | Lage |
|           | Silberkapelle                           | Kleine Brüdergasse, Innere Altstadt         | römisch-katholisch     | 1756–1763      | Julius Heinrich Schwarze, François de Cuvilliés | 1945 ausgebrannt, als Tagungsraum des Taschenbergpalais’ wiederhergestellt                                                                               | Lage |
|           | Synagoge Johannstadt                    | Fiedlerstraße, Johannstadt                  | jüdisch                | 1866           | Ernst Giese                                     | von 1950 bis 2001 Synagoge der Jüdischen Gemeinde in Dresden, vorher und seitdem Totenhalle des Jüdischen Friedhofs an der Fiedlerstraße                 | Lage |
|           | Trinitatiskirche                        | Fiedlerstraße 2, Johannstadt                | evangelisch            | 1891–1894      | Karl Barth                                      | 1945 ausgebrannt, Ruine ist heute Veranstaltungsort | Lage |
|           | Zionskirche (Ruine)                     | Nürnberger Straße/ Hohe Straße, Südvorstadt | evangelisch            | 1908–1912      | Schilling & Graebner                            | 1945 ausgebrannt, Ruine wird heute als Lapidarium genutzt                                                                                                | Lage |

## Zerstörte Kirchen und Sakralgebäude
| Abbildung                                                                           | Name                                       | Straße, Stadtteil                                        | Konfession                                                           | Bauzeit                    | Architekt                                            | Besonderheiten | Lage |
| ----------------------------------------------------------------------------------- | ------------------------------------------ | -------------------------------------------------------- | -------------------------------------------------------------------- | -------------------------- | ---------------------------------------------------- | --- | ---- |
|                                                                                     | Amerikanische Kirche (Johanneskirche)      | Fritz-Löffler-Straße, Südvorstadt                        | Protestantisch (Episkopalkirche der Vereinigten Staaten von Amerika) | 1868–1869                  | Friedrich Wilhelm Otto Dögel                         | 1945 ausgebrannt, 1959 gesprengt | Lage |
|                                                                                     | Andreaskirche                              | Stephanienplatz, Johannstadt                             |                                                                      | 1901–1902                  | Oskar Kaiser                                         | 1945 ausgebrannt, um 1954 gesprengt und abgetragen | Lage |
|                                                                                     | Anglikanische Kirche (Allerheiligenkirche) | Wiener Straße/Beuststraße, Seevorstadt-Ost/Großer Garten | anglikanisch                                                         | 1868–1869                  | August Pieper, James Piers St. Aubyn                 | Kirche im Early english style, 1945 ausgebrannt, dann abgebrochen                                                                                                   | Lage |
|                                                                                     | Anstaltskirche Krankenhaus Johannstadt     | Fetscherstraße, Johannstadt                              |                                                                      | 1898–1901                  | Edmund Bräter                                        | 1945 ausgebrannt, 1950 abgetragen | Lage |
| Stich der St.-Bartholomäus-Kirche mit angrenzendem Bartholomäus-Hospital in Dresden | St.-Bartholomäus-Kirche                    | Freiberger Platz, Wilsdruffer Vorstadt                   | evangelisch                                                          | 13. oder 14. Jahrhundert   |                                                      | 1838/1839 abgebrochen |      |
|                                                                                     | Ehrlichsche Gestiftskirche                 | Straßburger Platz/Güntzstraße, Pirnaische Vorstadt       | evangelisch                                                          | 1904–1907                  | Karl Emil Scherz                                     | 1945 ausgebrannt, 1951 abgetragen | Lage |
|                                                                                     | Erlöserkirche                              | Paul-Gerhardt-Straße/Wittenberger Straße, Striesen       | evangelisch                                                          | 1878–1880                  | Gotthilf Ludwig Möckel                               | neogotische Kirche; 1945 ausgebrannt, 1961/1962 abgetragen | Lage |
|                                                                                     | alte Evangelisch-reformierte Kirche        | Kreuzgasse, Innere Altstadt                              | evangelisch                                                          | 1764–1767                  | Samuel Locke                                         | 1892–1894 durch Neubau ersetzt, 1907 abgebrochen, Grundstück durch Neues Rathaus überbaut                                                                           | Lage |
|                                                                                     | Evangelisch-reformierte Kirche             | Dr.-Külz-Ring, Innere Altstadt                           | evangelisch                                                          | 1894                       | Harald Julius von Bosse                              | 1945 ausgebrannt, 1954 abgetragen | Lage |
|                                                                                     | St. Franziskus Xaverius                    | Jorge-Gomondai-Platz, Innere Neustadt                    | katholisch                                                           | 1852–1853                  | Ludwig Theodor Choulant                              | 1945 ausgebrannt, 1957 abgetragen | Lage |
|                                                                                     | Jakobikirche                               | Wettiner Platz, Wilsdruffer Vorstadt                     | evangelisch                                                          | 1898–1901                  | Jürgen Kröger                                        | Kirche im neo-romanischen Stil, Vorbild war die rheinische Hochromanik, 1945 ausgebrannt, 1953 gesprengt                                                            | Lage |
|                                                                                     | Johanneskirche                             | Güntz-/Pillnitzer Straße, Pirnaische Vorstadt            | evangelisch                                                          | 1874–1878                  | Gotthilf Ludwig Möckel                               | neogotische Kirche, Vorbilder waren die Kathedrale von Laon und der Naumburger Dom; 1945 ausgebrannt, Kirchenschiff 1951 gesprengt, Turm am 8. April 1954 gesprengt | Lage |
|                                                                                     | Johanniskirche                             | Lingnerallee, Pirnaische Vorstadt                        | evangelisch                                                          | 16. Jh.; 1789–1795         | Christian Heinrich Eigenwillig (Neubau)              | Holzkirche 1784 abgetragen, spätbarocker Neubau in Pirnaer Sandstein, 1861 abgetragen                                                                               | Lage |
|                                                                                     | Schottische Kirche                         | Bernhardstraße 2, Südvorstadt                            | evangelisch                                                          | 1884                       |                                                      | Villa, 1945 ausgebrannt, 1954 abgetragen | Lage |
|                                                                                     | Sophienkirche                              | Postplatz, Innere Altstadt                               | evangelisch                                                          | 1265–1875; Umbau 1864–1868 | Christian Friedrich Arnold                           | Hallenkirche mit neogotischer Doppelturmfront 1945 ausgebrannt, 1962 abgetragen                                                                                     | Lage |
|                                                                                     | Alte Synagoge                              | Zeughausstraße, Innere Altstadt                          | jüdisch                                                              | 1840                       | Gottfried Semper                                     | während der Novemberpogrome 9./10. November 1938 ausgebrannt, 1938 gesprengt                                                                                        | Lage |
|                                                                                     | Privatsynagoge des Mendel Schie            | Webergasse 2, Ecke Altmarkt, Innere Altstadt             | jüdisch                                                              | 1500; 1790                 | Christian Traugott Weinlig                           | Arnoldisches Haus, 1945 zerstört | Lage |
|                                                                                     | Jüdenhof-Gemeindehaus                      | Jüdenhof am Neumarkt, Innere Altstadt                    | jüdisch                                                              | 1268–1411                  |                                                      | 1411 konfisziert, Umbau zu einem Brauhaus, Abbruch für den Kurfürstlichen Stall                                                                                     | Lage |
|                                                                                     | Waisenhauskirche                           | Georgplatz, Pirnaische Vorstadt                          | evangelisch                                                          | 1710–1713; 1777–1780       | George Bähr; Christian Heinrich Eigenwillig (Neubau) | Kirche des Waisenhauses am Jüdenteich, 1760 zerstört, Neubau in den 1890ern abgebrochen                                                                             | Lage |